# Akaki Khorava
Akaki Khorava, né le 29 avril 1895 et mort le 23 juin 1972 à Tbilissi, est un acteur géorgien. 

## Filmographie partielle
- 1925 : Shuquras saidumloeba de Vladimir Barsky
- 1931 : Le Clou dans la botte (Lursmani cheqmashi) de Mikhaïl Kalatozov
- 1942 : Giorgi Saakadze de Mikhaïl Tchiaoureli : Georges Saakadzé
- 1953 : Le Grand Guerrier albanais Skanderbeg de Sergueï Ioutkevitch : Skanderbeg